# Transafrik International
Transafrik International é uma empresa de carga aérea, com sede em Angola.

## História
A Transafrik International se encontra em operação desde 1984. É uma empresa de carga aérea com registro de aeronaves em São Tomé e Príncipe. Atualmente trabalha sobre contratos das Nações Unidas, tendo sido contratada para o PAM (Programa Alimentar Mundial) durante a guerra civil em Angola para transporte de ajuda humanitária. Em 2006 a ONU, sua principal contratante na África, solicitou a Transafrik International que alterasse o registro de sua frota para a outra nação por questões de segurança aeronáutica. As tentativas iniciais foram para transferir a frota de São Tomé e Príncipe (prefixo S9) para Uganda (5X). No entanto, até 2018, todos os aviões continuavam registrados em São Tomé e Príncipe.
A companhia aérea é privada, mas nem sua gestão nem sede são transparentes. Legalmente, a empresa está registado em Guernsey, Ilhas do Canal da Inglaterra, com escritórios operacionais em Entebbe, Uganda, Luanda, Angola, e uma unidade administrativa em Kempton Park, África do Sul.
A Transafrik Internacional foi criada, inicialmente, para apoiar o funcionamento do Roan Selection Trust International, empresa de mineração de diamantes com sede em Grosvenor St., Londres, Reino Unido, e uma mina no Rio Cuango, acessível por C130 Hércules, que pousa em uma pista de pouso curta criada no local. Minas terrestres colocadas pela UNITA impediram que um caminhão MAC chegasse a área, de modo que Christian Rudolph G. Hellinger (CRGH), então Presidente da RST International, criou a Transafrik Internacional. CRGH é um cidadão alemão nascido em Leipzig, Alemanha Ocidental.

## Frota
A frota da Transafrik International compreende as seguintes aeronaves (até agosto de 2017):
A companhia aérea da frota anteriormente incluídos os seguintes aeronaves (Março de 2012):
- 5 Lockheed L-100 Hercules[2]

## Acidentes e incidentes
Pelo menos 2 aeronaves L-100 arrendadas para a ONU foram derrubadas sobre território controlado pela UNITA durante a década de 1990.
No dia 12 de outubro, de 2010, o voo 662 da Transafrik International, operado por um Lockheed L-100 Hércules registrado em Uganda, caiu depois de decolar de Cabul. O acidente matou todos os 8 componentes da tripulação.